# Edo
Edo (japonsky 江戸 – „ústí“, dříve také Jedo či Jeddo) je starý název japonského hlavního města Tokia. I když v okolí Tokijské zátoky existovalo množství osad již o několik set let dříve, první skutečně důležitou událostí v dějinách Eda bylo založení hradu Edo na planině Musaši v roce 1457 Dókanem Ótou. Dókan Óta byl vazalem rodu Uesugi, schopný vojevůdce a vynikající vzdělanec.
V roce 1590, kdy si zvolil toto místo za své rodové sídlo bojovník Iejasu Tokugawa krátce před tím, než se stal šógunem.
V roce 1603 byl založen šógunát Tokugawa a Edo se stalo sídlem jeho vlády, tedy de facto hlavním městem. Císařovo sídlo a formální hlavní město zůstalo v Kjótu.
Edo bylo opakovaně ničeno rozsáhlými požáry, z nichž nejhorší byl Meireki no Taika v roce 1657 – odhaduje se, že při něm zahynulo asi 100 000 lidí. Během období Edo postihlo město kolem stovky větších požárů. Ty byly typicky způsobeny neopatrností při zimním vytápění dřevěných domů (mačija) dřevěným uhlím.
V roce 1868 byl šógunát zrušen a 3. září bylo Edo přejmenováno na Tokio, tj. „Východní hlavní město“. O rok později se císař přestěhoval do Tokia, které se tím stalo hlavním městem i formálně.
Během období Edo šógunát dosazoval městské správce (mači bugjó), kteří v Edu vládli. Dohlíželi na policii a (od dob Jošimuneho Tokugawy) na hasičské oddíly (mačibikeši), na trestní i občanské soudy a vykonávali i další administrativní funkce nezbytné pro chod města s milionem obyvatel.